# Dofus Mag
Pour les articles homonymes, voir Dofus.

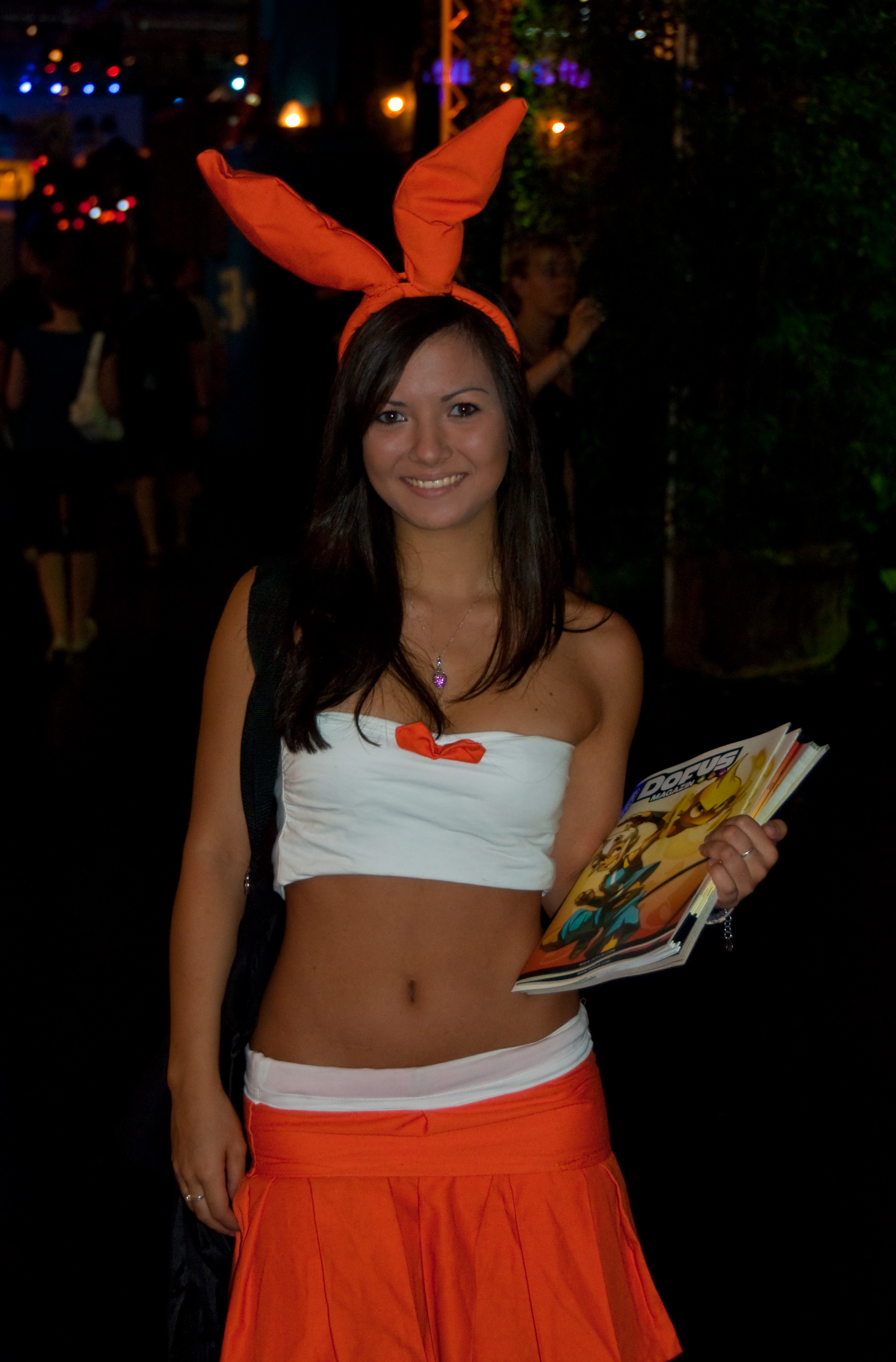
Cosplay d'un personnage de Dofus, portant des numéros de Dofus Mag.

Dofus Mag est un magazine bimestriel créé par la société Ankama Presse en 2007 et arrêté en 2014. Son contenu est principalement basé sur le jeu vidéo Dofus, mais également sur le groupe Ankama en lui-même. Il s'agit du premier et dernier produit de la branche Ankama Presse.

## Historique
Le numéro zéro de Dofus Mag sort en septembre 2007. Son numéro un paraît le 15 décembre, tiré à 35 000 exemplaires et vendu à 7,90 €. Il contient 132 pages et est accompagné d'un DVD composé principalement d'un mini-jeu en flash et d'une animation présentée comme « un avant-goût » de Wakfu.
Avec le magazine est joint une carte cadeau pour un équipement dans Dofus, (et Wakfu en 2014). Des hors-séries paraissent régulièrement,.
À partir de 2012 est publié le bimensuel Wakfu Mag, qui concerne lui l'univers autour du jeu Wakfu. Après dix numéros, son contenu est intégré à Dofus Mag en février 2014 dans sa partie « Krosmoz », qui devient donc plus importante.
Le dernier numéro du magazine, le 43, sort en décembre 2014. Ankama évoque « des difficultés [du secteur de la presse] face au numérique » ainsi qu'un « manque de réaction du magazine » dû à sa bimestrialité. Pendant sept ans, quarante-quatre numéros ont été publiés, ainsi que douze hors-séries. Gamakna, un webzine s'intéressant à toutes les productions de la société, lui succède en 2017.
A l'occasion des 20 ans de Dofus, Ankama édite de nouveau des Articles de Dofus Mag dans son nouveau format numérique, disponible gratuitement et en exclusivité sur l'application dédié à l'univers "Krosmoz", à partir du 2 Septembre 2024.